# Deric Washburn
Deric Washburn, né le 2 juin 1937 à Buffalo (New York, É.-U.), est un scénariste américain.
C'est un collaborateur de Michael Cimino.

## Filmographie
- 1972 : Silent Running
- 1978 : Voyage au bout de l'enfer (The Deer Hunter)
- 1982 : The Border
- 1987 : Extrême préjudice